# Primula saturata
Primula saturata là một loài thực vật có hoa trong họ Anh thảo. Loài này được W.W. Sm. & H.R. Fletcher miêu tả khoa học đầu tiên năm 1944.